# Fignya
Fignya — рід лускокрилих комах родини Limacodidae. Представники роду поширені на півдні Китаю та на півночі В'єтнаму.

## Назва
Рід описаний у 2009 році на основі типового виду Fignya melkaya. Назва цього виду є грою слів, яка російською мовою звучить як «фігня мєлкая» (рос. фигня мелкая) і перекладається приблизно як «дурничка дрібна».

## Види
- Fignya brachygnatha (Wu & Fang, 2008) (синонім =Kitanola brachygnatha Wu & Fang, 2008[1])
- Fignya melkaya Solovyev & Witt, 2009
- Fignya ravalba Wu & Solovyev & Han, 2022[2]
- Fignya qiana Wu & Han, 2024[3]
- Fignya samkosa Wu & Han, 2024
- Fignya trigonum Wu & Han, 2024